# Ferrari 250 GT Berlinetta SWB
Ferrari 250 GT Berlinetta SWB är en sportvagn, tillverkad av den italienska biltillverkaren Ferrari mellan 1959 och 1963.

## 250 GT Berlinetta SWB
Under 1959 uppdaterades Ferraris framgångsrika tävlingsbil för GT-klassen, 250 GT Berlinetta. För att förbättra körbarheten kortades hjulbasen till 240 cm och modellen kallas därför Short Wheelbase Berlinetta, eller SWB. Ferraris egen benämning är Passo Corto, kort hjulbas. Bilen fick även moderna skivbromsar. Karossen var densamma som på de sista Tour de France-bilarna, men på grund av den kortare hjulbasen fanns inte plats för någon sidoruta bakom dörren.
Likt företrädaren fanns bilen i två utföranden: en landsvägsversion kallad Lusso, med stora delar av karossen i stål, förutom dörrar och luckor, och lite lyxigare inredning, samt en ren tävlingsbil, Competizione, med hela karossen i aluminium och rutor i plexiglas för att få ner vikten, vassare motor med andra kamaxlar, större ventiler och förgasare och all tung komfortutrustning och ljudisolering bortplockad från sittbrunnen. Dessa bilar byggdes enligt kundens egna önskemål och specifikationen skiljer mellan varje exemplar. Lusso-bilar fick tävlingsmotor, Competizione-modeller fick mer ombonad inredning och så vidare.
Berlinetta-modellen var främst avsedd för privatförare, men inför säsongen 1961 beslutade Scuderia Ferrari att göra en egen satsning på sportvagns-VM:s GT-klass. Dessa bilar lättades genom att bland annat använda tunnare rör till chassit. Motorn hämtades från sportvagnsprototypen 250 Testa Rossa.
Efter 1961 gick fabriksteamet över till GTO-modellen. Tillverkningen av SWB:n fortsatte dock fram till våren 1963.

## Tekniska data
| Tekniska data         | 250 GTB SWB '59                                                  | 250 GTB SWB '61                                                  |
| --------------------- | ---------------------------------------------------------------- | ---------------------------------------------------------------- |
| Motor:                | Frontmonterad 60° 12-cylindrig V-motor                           | Frontmonterad 60° 12-cylindrig V-motor                           |
| Cylindervolym:        | 2953 cm³                                                         | 2953 cm³                                                         |
| Borrning x slaglängd: | 73,0 x 58,8 mm                                                   | 73,0 x 58,8 mm                                                   |
| Kompression:          | 9,2:1                                                            | 9,7:1                                                            |
| Max effekt:           | 280 hk vid 7 000 v/min                                           | 290 hk vid 7 000 v/min                                           |
| Ventilstyrning:       | En överliggande kamaxel per cylinderrad, 2 ventiler per cylinder | En överliggande kamaxel per cylinderrad, 2 ventiler per cylinder |
| Förgasare:            | 3 Weber 40 DCL/6                                                 | 3 Weber 46 DCF3                                                  |
| Växellåda:            | 4-växlad manuell                                                 | 4-växlad manuell                                                 |
| Hjulupphängning fram: | Dubbla tvärlänkar, skruvfjädrar                                  | Dubbla tvärlänkar, skruvfjädrar                                  |
| Hjulupphängning bak:  | Stel bakaxel, längsgående bladfjädrar                            | Stel bakaxel, längsgående bladfjädrar                            |
| Bromsar:              | Hydrauliska skivbromsar                                          | Hydrauliska skivbromsar                                          |
| Chassi:               | Fackverksram av stål                                             | Fackverksram av stål                                             |
| Hjulbas:              | 240 cm                                                           | 240 cm                                                           |
| Torrvikt:             | 960 kg                                                           |                                                                  |
| Toppfart:             | 268 km/h                                                         | 270 km/h                                                         |

## Tävlingsresultat
Även SWB-modellen var en framgångsrik Berlinetta-version, med bland annat klassegrar i Le Mans 24-timmars 1960 och 1961.

## Tillverkning
| Modell      | Antal |
| ----------- | ----- |
| 250 GTB SWB | 167   |